# Contea di Anderson (Tennessee)
La contea di Anderson (in inglese Anderson County) è una contea dello Stato del Tennessee, negli Stati Uniti. La popolazione al censimento del 2000 era di 71 330 abitanti. Il capoluogo di contea è Clinton.